# Косоногов, Лев Васильевич
Лев Васильевич Косоно́гов (19 июня 1904, Каменский район — 17 ноября 1943, Керченский пролив) — участник Великой Отечественной войны, командир 117-й гвардейской стрелковой дивизии 18-й армии Северо-Кавказского фронта, гвардии генерал-майор (1943), Герой Советского Союза (1944).

## Биография
Родился 19 июня 1904 года на хуторе Среднеговейный Области Войска Донского, ныне Каменского района Ростовской области, в крестьянской семье. Русский.
Окончил сельскую школу. Работал грузчиком.

## Военная служба

### Довоенное  время
В ноябре 1926 года был призван в РККА и зачислен курсантом в полковую школу 37-го стрелкового полка 13-й Дагестанской стрелковой дивизии СКВО, после окончания её с октября 1927 года служил в том же полку отделенным командиром полковой школы и старшиной пулеметной роты. В сентябре 1929 года командирован на Киевские курсы подготовки командиров пехоты им. С. С. Каменева. Член ВКП(б) с 1929 года. В феврале 1930 года окончил их и был назначен командиром пулемётного взвода в 9-й стрелковый Краснознаменный полк 3-й Крымской стрелковой дивизии УВО.
С октября 1931 года служил командиром учебного пулеметного взвода учебной роты и командиром пулеметной роты в 30-м отдельном пулеметном батальоне Летичевского УРа. С марта 1935 года там же был командиром учебной роты и начальником полковой школы в 291-м стрелковом батальоне 97-й стрелковой дивизии (г. Литин). В 1936 году Постановлением ЦИК СССР за хорошую работу был награждён орденом «Знак Почета». С декабря 1938 года командовал пулеметным батальоном в 233-м стрелковом полку этой же дивизии. С сентября 1939 года командовал 40-м отдельным пулеметным батальоном Летичевского УРа. В марте 1940 года переведен в 81-е управление начальника работ (УНР-81) на должность начальника оперативного отдела.
15 мая 1940 года назначен старшим преподавателем пулеметного дела в 1-е Проскуровское стрелковопулеметное училище. Фактически же в должность не вступил, а в сентябре утвержден начальником 1-го отделения штаба Струмиловского УРа. С декабря исполнял должность начальника штаба этого УРа. 19 июня 1941 года назначен начальником штаба 17-го (Изяславского) УРа.

### Великая Отечественная война
С началом  войны в составе этого укрепрайона участвовал в приграничном сражении на Юго-Западном фронте, затем в оборонительных боях на юго-западном направлении. 

Комендант 17-го укрепрайона полковник Худенко в наградном листе на него отмечал: «Несмотря на то что военные действия застали укрепрайон в стадии формирования (штаб был не укомплектован), Косоногов, не щадя своих сил, работал день и ночь, сам формировал из прибывшего пополнения уровские роты, заводил учет и отчетность, давал точные указания по связи... Косоногов неоднократно сам выезжал на передовые позиции... все задачи выполнял образцово». 
С ноября 1941 года исполнял должность начальника штаба 155-го Волоколамского УРа в составе Московской зоны обороны. В июне 1942 года подполковник  Косоногов назначен комендантом 158-го УРа, который в составе 56-й армии Южного и Северо-Кавказского фронтов вел тяжелые бои юго-восточнее города Ростова-на-Дону. После его расформирования в августе был переведен комендантом 151-го УРа. В составе 56-й армии Черноморской группы войск Закавказского фронта, а с октября — Туапсинского оборонительного района этой группы войск участвовал в оборонительных боях под Краснодаром и на туапсинском направлении.
С декабря 1942 года он командовал 51-й отдельной стрелковой бригадой. С апреля 1943 года бригада в составе 18-й армии Северо-Кавказского фронта вела бои на плацдарме под Новороссийском в районе Мысхако. С июня полковник  Косоногов командовал 107-й стрелковой бригадой этой же армии. Участвовал с ней в Новороссийско-Таманской наступательной операции.

### Керченско-Эльтигенская десантная операция и гибель
В октябре на базе этой 107-й и 8-й гвардейской стрелковых бригад в районе колхоза «Красный партизан» на Таманском полуострове была сформирована 117-я гвардейская стрелковая дивизия, а полковник  Косоногов назначен её командиром. После завершения формирования она вошла в 20-й стрелковый корпус 18-й армии и в начале ноября была передислоцирована на плавсредствах на побережье Керченского полуострова в район Эльтиген южнее города Керчь. В последующем переправленными частями она вела бои по расширению захваченного плацдарма на побережье полуострова. Всего с 1 по 15 ноября дивизия отбила 11 контратак противника, поддержанных танками и авиацией, нанеся врагу большой урон в живой силе и технике. На основании приказа 18-й армии от 16 ноября управление дивизии было отозвано на Таманский полуостров.
Постановлением Совета Народных Комиссаров СССР от 17 ноября 1943 года полковнику Косоногову Л. В. присвоено воинское звание «генерал-майор». В этот же день, 17 ноября 1943 года, отважный комдив, гвардии генерал-майор Косоногов  погиб на катере, подорвавшемся на мине в Керченском проливе.
За умелое руководство стрелковой дивизией, проявленные при этом решительность, мужество и героизм указом Президиума Верховного Совета СССР от 16 мая 1944 года гвардии генерал-майору Косоногову Льву Васильевичу посмертно присвоено звание Героя Советского Союза.

## Награды
- Медаль «Золотая Звезда» Героя Советского Союза (16.05.1944, посмертно);
- Орден Ленина (16.05.1944, посмертно);
- орден Красного Знамени (22.05.1943);
- орден Суворова II степени (03.11.1943);
- орден Красной Звезды (22.02.1942);
- орден «Знак Почёта» (1936)

## Память
- В Керчи на улице имени Косоногова[4] Герою установлена мемориальная доска[5].
- В Новороссийске именем Героя названа одна из улиц.
- В Парке Победы Каменска-Шахтинского ему установлена мемориальная доска.
- Имя Л. В. Косоногова записано на мемориале военного кладбища в г. Темрюке, здесь же установлен его бюст. В станице Тамани по просьбе ветеранов Великой Отечественной войны бывшая улица Виноградная переименована в ул. Косоногова.
- В конце 1980-х годов одному из кораблей Черноморского флота было присвоено имя «Лев Косоногов».
- Мемориальная доска в память о Косоногове установлена Российским военно-историческим обществом на Богдановской средней школе Каменского района, где он учился.
- В Бердичеве (Украина) на территории воинской части (ул. Красная гора, 1) на Алее Героев установлен бюст Л. В. Косоногова.